# Cestrum tenuifolium
Cestrum tenuifolium är en potatisväxtart som beskrevs av Francey. Cestrum tenuifolium ingår i släktet Cestrum och familjen potatisväxter. Inga underarter finns listade i Catalogue of Life.